# Clyde Getty
Clyde Alejandro Getty (* 22. September 1961 in Raleigh) ist ein ehemaliger argentinischer Freestyle-Skier. Er war auf die Disziplin Aerials (Springen) spezialisiert.

## Werdegang
Getty trat erstmals im Dezember 1989 in La Plagne im Freestyle-Skiing-Weltcup an, wobei er den 33. Platz errang und nahm bis 2014 an 52 Weltcups teil. Sein bestes Ergebnis dabei erreichte er im Januar 2012 mit dem 17. Platz in Calgary. Bei den Olympischen Winterspielen 2002 in Salt Lake City sprang er auf den 25. Platz und bei den Olympischen Winterspielen 2006 in Turin, wo er bei der Abschlussfeier die Flagge Argentiniens trug, auf den 28. Rang. Zudem nahm er an den Weltmeisterschaften 2011 im Deer Valley und an den Weltmeisterschaften 2013 in Voss teil, wobei er die Plätze 29 und 23 belegte.

## Erfolge

### Olympische Spiele
- 2002 Salt Lake City: 25. Platz Aerials
- 2006 Turin: 28. Platz Aerials

### Weltmeisterschaften
- 2011 Deer Valley: 29. Platz Aerials
- 2013 Voss: 23. Platz Aerials

### Weltcupwertungen
Getty nahm an 52 Weltcups teil.
| Saison  | Gesamt | Gesamt | Aerials | Aerials |
| Saison  | Punkte | Platz  | Punkte  | Platz   |
| ------- | ------ | ------ | ------- | ------- |
| 2000/01 | 1      | 86.    | 4       | 38.     |
| 2004/05 | 2      | 136.   | 22      | 40.     |
| 2005/06 | 2      | 174.   | 18      | 47.     |
| 2009/10 | 2      | 140.   | 12      | 38.     |
| 2010/11 | 2      | 158.   | 13      | 36.     |
| 2011/12 | 4      | 146.   | 41      | 30.     |
| 2012/13 | 1      | 273.   | 8       | 43.     |
| 2013/14 | -      | -      | 1       | 41.     |